# Sant Clar
|  | Per a altres significats, vegeu «Clar d'Albi». |

Sant Clar (occità) o Saint-Clair (francès) és un municipi francès al departament de l'Ardecha (regió d'Alvèrnia-Roine-Alps). L'any 2007 tenia 1.011 habitants.

## Demografia

### Població
El 2007 la població de fet de Saint-Clair era de 1.011 persones. Hi havia 380 famílies de les quals 68 eren unipersonals (36 homes vivint sols i 32 dones vivint soles), 134 parelles sense fills, 166 parelles amb fills i 12 famílies monoparentals amb fills.
La població ha evolucionat segons el següent gràfic:

### Habitatges
El 2007 hi havia 393 habitatges, 380 eren l'habitatge principal de la família, 4 eren segones residències i 9 estaven desocupats. 374 eren cases i 19 eren apartaments. Dels 380 habitatges principals, 333 estaven ocupats pels seus propietaris, 41 estaven llogats i ocupats pels llogaters i 6 estaven cedits a títol gratuït; 3 tenien una cambra, 5 en tenien dues, 36 en tenien tres, 84 en tenien quatre i 252 en tenien cinc o més. 315 habitatges disposaven pel capbaix d'una plaça de pàrquing. A 117 habitatges hi havia un automòbil i a 251 n'hi havia dos o més.

### Piràmide de població
La piràmide de població per edats i sexe el 2009 era:
| Homes | Edats   | Dones |
| ----- | ------- | ----- |
| 0     | 95 o +  | 0     |
| 0     | 90 a 94 | 4     |
| 0     | 85 a 89 | 8     |
| 0     | 80 a 84 | 0     |
| 8     | 75 a 79 | 8     |
| 8     | 70 a 74 | 16    |
| 32    | 65 a 69 | 16    |
| 12    | 60 a 64 | 16    |
| 36    | 55 a 59 | 36    |
| 36    | 50 a 54 | 24    |
| 36    | 45 a 49 | 36    |
| 32    | 40 a 44 | 24    |
| 44    | 35 a 39 | 52    |
| 44    | 30 a 34 | 40    |
| 32    | 25 a 29 | 20    |
| 16    | 20 a 24 | 8     |
| 36    | 15 a 19 | 40    |
| 56    | 10 a 14 | 48    |
| 32    | 5 a 9   | 36    |
| 20    | 0 a 4   | 32    |

## Economia
El 2007 la població en edat de treballar era de 655 persones, 481 eren actives i 174 eren inactives. De les 481 persones actives 462 estaven ocupades (245 homes i 217 dones) i 20 estaven aturades (11 homes i 9 dones). De les 174 persones inactives 68 estaven jubilades, 68 estaven estudiant i 38 estaven classificades com a «altres inactius».

### Ingressos
El 2009 a Saint-Clair hi havia 388 unitats fiscals que integraven 1.086 persones, la mediana anual d'ingressos fiscals per persona era de 21.027 €.

### Activitats econòmiques
Dels 40 establiments que hi havia el 2007, 1 era d'una empresa extractiva, 1 d'una empresa alimentària, 3 d'empreses de fabricació d'altres productes industrials, 5 d'empreses de construcció, 13 d'empreses de comerç i reparació d'automòbils, 4 d'empreses d'hostatgeria i restauració, 4 d'empreses immobiliàries, 5 d'empreses de serveis i 4 d'empreses classificades com a «altres activitats de serveis».
Dels 7 establiments de servei als particulars que hi havia el 2009, 1 era un paleta, 1 fusteria, 2 lampisteries, 1 perruqueria i 2 restaurants.
Dels 2 establiments comercials que hi havia el 2009, 1 era una gran superfície de material de bricolatge i 1 un drogueria.
L'any 2000 a Saint-Clair hi havia 7 explotacions agrícoles.

## Equipaments sanitaris i escolars
El 2009 hi havia una escola elemental.

## Poblacions properes
El següent diagrama mostra les poblacions més properes.